# Larry Bryggman
Arvid Laurence „Larry“ Bryggman (* 21. Dezember 1938 in Concord, Kalifornien) ist ein US-amerikanischer Schauspieler.

## Leben
Bryggman wurde in Kalifornien geboren. Seine Familie ist schwedischer Abstammung. Er besuchte das College in San Francisco sowie das American Theatre Wing in New York. Sein Off-Broadway-Debüt gelang ihm 1962 mit A Summer Ghost.
Seine wohl bekannteste Rolle ist die des Dr. Dixon in der Fernsehserie Jung und Leidenschaftlich – Wie das Leben so spielt, die er von 1969 bis 2004 in fast 1.300 Episoden spielte und für die er mehrere Preise gewann. 2010 kehrte er noch einmal kurz als Darsteller in die Serie zurück. Des Weiteren spielte er in Kinofilmen wie … und Gerechtigkeit für alle, Stirb langsam: Jetzt erst recht und Spy Game – Der finale Countdown mit.
Bryggman hat eine Tochter aus einer unehelichen Beziehung in den 1960er Jahren, die er erst als Teenager kennenlernte. Aus seiner ersten, 1982 geschiedenen Ehe mit der Tänzerin Barbara Creed gingen zwei Söhne hervor. Von 1982 bis 1987 war er mit Jacqueline Schultz, seiner Kollegin aus As the World Turns, verheiratet. 1999 heiratete er die Regisseurin Tracey Hanley Bryggman. Aus der dritten Ehe gingen zwei weitere Kinder hervor.

## Filmografie (Auswahl)
- 1969–2004, 2010: Jung und Leidenschaftlich – Wie das Leben so spielt (As the World Turns, Fernsehserie, 1.431 Folgen)
- 1971: The One Arm Bandit (Kurzfilm)
- 1972: The Witches of Salem: The Horror and the Hope (Kurzfilm)
- 1975: Strike Force – Die Spezialeinheit (Strike Force) (Fernsehfilm)
- 1979: … und Gerechtigkeit für alle (…And Justice for All)
- 1982: Der Geisterflieger (Hanky Panky)
- 1995: Stirb langsam: Jetzt erst recht (Die Hard with a Vengeance)
- 2001: Spy Game – Der finale Countdown (Spy Game)
- 2003, 2019: Law & Order: Special Victims Unit (Fernsehserie, 2 Folgen)
- 2008: Side by Each
- 2011: Good Wife (The Good Wife) (Fernsehserie, 1 Folge)
- 2013: Person of Interest (Fernsehserie, 1 Folge)
- 2013: Blood from a Stoner (Kurzfilm)
- 2016: Crisis in Six Scenes (Miniserie, 1 Folge)
- 2017: If I Forget
- 2018: Family Games
- 2019: The Blacklist (Fernsehserie, 1 Folge)

## Theater (Auswahl)
- 1974: Ulysses in Nighttown
- 1976: Checking Out
- 1977: The Basic Training of Pavlo Hummel
- 1979: King Richard III
- 1990–1991: Prelude to a Kiss
- 1994: Picnic
- 2000–2003: Proof
- 2004–2005: Twelve Angry Men
- 2006: Festen
- 2012: Harvey

## Auszeichnungen und Nominierungen
- Daytime Emmy Awards
  - 1981: Nominierung in der Kategorie Outstanding Lead Actor in a Drama Series für Jung und Leidenschaftlich – Wie das Leben so spielt
  - 1982: Nominierung in der Kategorie Outstanding Lead Actor in a Drama Series für Jung und Leidenschaftlich – Wie das Leben so spielt
  - 1984: Auszeichnung in der Kategorie Outstanding Lead Actor in a Drama Series für Jung und Leidenschaftlich – Wie das Leben so spielt
  - 1985: Nominierung in der Kategorie Outstanding Lead Actor in a Drama Series für Jung und Leidenschaftlich – Wie das Leben so spielt
  - 1986: Nominierung in der Kategorie Outstanding Lead Actor in a Drama Series für Jung und Leidenschaftlich – Wie das Leben so spielt
  - 1987: Auszeichnung in der Kategorie Outstanding Lead Actor in a Drama Series für Jung und Leidenschaftlich – Wie das Leben so spielt
  - 1988: Nominierung in der Kategorie Outstanding Lead Actor in a Drama Series für Jung und Leidenschaftlich – Wie das Leben so spielt
  - 1989: Nominierung in der Kategorie Outstanding Lead Actor in a Drama Series für Jung und Leidenschaftlich – Wie das Leben so spielt

- Soap Opera Digest Awards
  - 1986: Nominierung in der Kategorie Outstanding Actor in a Leading Role on a Daytime Serial für Jung und Leidenschaftlich – Wie das Leben so spielt
  - 1986: Nominierung in der Kategorie Outstanding Villain on a Daytime Serial für Jung und Leidenschaftlich – Wie das Leben so spielt
  - 1986: Nominierung in der Kategorie Outstanding Contribution by an Actor/Actress to the Form of Continuing Drama who is currently on a Daytime Serial für Jung und Leidenschaftlich – Wie das Leben so spielt
  - 1988: Nominierung in der Kategorie Outstanding Actor in a Leading Role: Daytime für Jung und Leidenschaftlich – Wie das Leben so spielt
  - 1989: Nominierung in der Kategorie Outstanding Actor in a Leading Role: Daytime für Jung und Leidenschaftlich – Wie das Leben so spielt
  - 1991: Nominierung in der Kategorie  Outstanding Lead Actor: Daytime für Jung und Leidenschaftlich – Wie das Leben so spielt